# 久下田城
久下田城（くげたじょう）は、茨城県筑西市樋口にあった日本の城。茨城県指定文化財（史跡）。

## 概要
天慶年間（938-948）、藤原秀郷が平将門追討のために築いた三館（上館・中館・下館）のうち上館にあたるという伝承がある。
結城・水谷と宇都宮氏の対立が深まっていた天文14年（1545年）、下館城主の水谷正村（蟠竜斎）が北方の宇都宮氏から下館領を守るため、下館城の北に築城した。

## 歴史・沿革
- 天文14年（1545年）、下館城主の水谷正村が築城。
- 天文年間、宇都宮家臣の八木岡伊織を大将とする約200騎により攻められるも、水谷正村がこれを撃退。
- 天文年間、宇都宮家臣の武田治郎を大将とする約3,000騎により城められるも、結城氏の援軍を受けた水谷正村が撃退。
- 元和元年（1615年）、いわゆる一国一城令が出される（これを受け久下田城も廃城か）。
- 寛永16年（1639年）、下館藩主水谷勝隆が備中国成羽藩に転封[2]。

## 構造
栃木県旧・二宮町（現・真岡市）に接し、東に勤行川が流れる台地上に建つ。筑西市樋口の城山一帯が城域で、往時は二宮町の台地を含み大規模な城下を構成していた。

## 考古資料

### 遺構
二の丸跡が公園となっており、それを囲むように2つの曲輪が残る。空堀、土塁のほか、現在は用水路となっている水堀など多くの遺構が現存している。